# Lawless Cowboys
Lawless Cowboys è un film del 1951 diretto da Lewis D. Collins.
È un western statunitense ambientato negli anni 1950 con Whip Wilson, Fuzzy Knight e Jim Bannon.

## Produzione
Il film, diretto da Lewis D. Collins su una sceneggiatura di Maurice Tombragel, fu prodotto da Vincent M. Fennelly per la Frontier Productions e la Monogram Pictures. Il titolo di lavorazione fu Bronc Rider.

## Distribuzione
Il film fu distribuito negli Stati Uniti dal 7 novembre 1951 al cinema dalla Monogram Pictures.